# Olenecamptus anogeissi
Olenecamptus anogeissi là một loài bọ cánh cứng trong họ Cerambycidae.